# Лун Даои
Лун Даои (кит. упр. 龙道一, пиньинь Lóng Dàoyī,; род. 6 марта 2003, Жунцзян, Гуйчжоу) — китайский прыгун в воду, Олимпийский чемпион 2024 года и двукратный чемпион мира, член сборной Китая по прыжкам в воду.

## Биография
Лун Даои родился в 2003 году в Жунцзяне.
В 2023 году стал чемпионом мира в синхронных прыжках с трёхметрового трамплина в паре с Ван Цзунюань. На этом же чемпионате завоевал бронзовую медаль в индивидуальных прыжках с трёхметрового трамплина.
В Дохе, в феврале 2024 года, на чемпионате мира вновь стал чемпионом в синхронных прыжках с трёхметрового трамплина в паре с Ван Цзунюань.
На летних олимпийских играх в Париже, в синхронных прыжках с трёхметрового трамплина стал олимпийским чемпионом. Его партнёром был Ван Цзунюань, а итоговый результат составил — 446,10 баллов.